# Ho (Ghana)
Ho ist eine Stadt in Ghana mit 104.532 Einwohnern und die Hauptstadt der Volta Region. Dort wird hauptsächlich Ewe gesprochen.
Ho entstand aus der Verbindung der beiden Städte Banakoe und Hegbe. Es war Teil der deutschen Kolonie Togoland, bis es im Ersten Weltkrieg von Großbritannien besetzt wurde. Dann wurde es die Hauptstadt von Britisch-Togoland, bis dieses mit der Goldküste vereinigt wurde und daraus Ghana entstand.

## Einwohnerentwicklung
Die folgende Übersicht zeigt die Einwohnerzahlen nach dem jeweiligen Gebietsstand seit der Volkszählung 1970.
| Jahr | Einwohner |
| ---- | --------- |
| 1970 | 24.199    |
| 1984 | 37.777    |
| 2000 | 61.658    |
| 2010 | 104.532   |

## Söhne und Töchter der Stadt
- Prince Amartey (1944–2022), Boxer
- Elizabeth Akua Ohene (* 1945), Journalistin, Kolumnistin, Redakteurin und Politikerin
- Gina Ama Blay (* 1959), Diplomatin, Verlegerin und Medienexpertin
- Kwame Karikari (* 1992), Fußballspieler